# Jana Zoubková
Jana Zoubková (* 1. srpna 1951 Brno) je literární překladatelka z německého jazyka do českého. Žije a pracuje v Praze.

## Vzdělání
V roce 1969 maturovala na Střední všeobecné vzdělávací škole v Hradci Králové. Poté v letech 1969–1971 studovala na Střední odborné škole výtvarné v Praze obor propagační výtvarnictví. V letech 1971–1976 studovala germanistiku a výtvarnou výchovu na Filozofické fakultě Univerzity Karlovy.

## Život
Od roku 1977 pracovala jako metodička pro literární a výtvarnou tvorbu ve Středočeském kulturním středisku, od roku 1983 pak jako asistentka na katedře jazyků Stavební fakulty ČVUT. Poté od roku 1985 pět let pracovala jako redaktorka v nakladatelstvích Avicenum a Panorama. V letech 1990–1992 působila jako vedoucí referentka v Kanceláři prezidenta ČSFR. Dalších pět let byla redaktorkou v nakladatelstvích Ivo Železný a Pragma. Od roku 1997 se věnuje překladatelství jako svobodnému povolání.

## Výběr zpřekladů
- Lenz, Siegfried: Einstein přeplouvá Hamburk/ Einstein überquert die Elbe bei Hamburg, Euromedia/Odeon, Praha 2024
- Böll, Heinrich: Ochranné obklíčení/ Fürsorgliche Belagerung, Vyšehrad, Praha 2023
- Schlink, Bernhard: Vnučka/ Die Enkelin, Euromedia/Odeon, Praha 2022
- Schlink, Bernhard: Barvy Loučení/ Abschiedsfarben, Euromedia/Odeon, Praha 2021
- Schlink, Bernhard: Olga[4]/Olga, Euromedia/Odeon, Praha 2019

- Melle, Thomas: Svět v zádech/ Die Welt im Rücken, Euromedia/Odeon, Praha 2018
- Münkler, Herfried: Němci a jejich mýty/ Die Deutschen und ihre Mythe, Rybka Publishers, Praha 2017
- Goethe, Johann Wolfgang: Utrpení mladého Werthera/ Die Leiden des jungen Werthers, Euromedia/Odeon, Praha 2017
- Kaufmann, Kat : Superpozice/ Superposition, Euromedia/Odeon, Praha 2017
- Zweig, Stefan: Zmatení citů - Pět novel/ Meistererzählungen, Euromedia/Odeon, Praha 2016
- Biller, Maxim: Židovský blues/ Der gebrauchte Jude. Selbstporträt, Labyrint, Praha 2015
- Zeh, Juli: Pod vodou/ Nullzeit, Host Brno 2015
- Kafka, Franz: Zámek/ Das Schloß, Euromedia/Odeon, Praha 2014
- von Borries, Friedrich: Projekt 1 WTC/ 1WTC, Paseka, Praha a Litomyšl 2013
- Urban, Simon: Plán N/ Plan D, Euromedia/Odeon, Praha 2012
- Fallada, Hans: Každý umírá sám/ Jeder stirbt für sich allein, Euromedia/Ikar, Praha 2012
- Liessmann, Konrad Paul: Univerzum věcí. K estetice každodennosti/ Univerzum der Dinge. Zur Ästhetik des Alltäglichen, Academia, Praha 2012
- Biller, Maxim: Země otců a zrádců/ Land der Väter und Verräter, Labyrint, Praha 2011
- Urzidil, Johannes: To byl Kafka/ Da geht Kafka, Dokořán / Máj, Praha 2010
- Aust, Stefan: BAADER-MEINHOF-KOMPLEX/ Der Baader-Meinhof-Komplex, Euromedia/Knižní klub, Praha 2010
- Biller, Maxim: Obyčejné lásky/ Liebe heute, Labyrint, Praha 2010
- Brežná, Irena: Nejlepší ze všech světů/ Die beste aller Welten, Ladislav Horáček – Paseka, Praha a Litomyšl 2010
- Stellmacher, Hildegart; Trautmann, Renate: Mír dalekému i blízkému. Vzpomínky na Irmu a Jiřího Lauscherovy/ Friede dem Fernen und Friede dem Nahen. Erinnerungen an Irma und Jiří Lauscher (rukopis, nepublikováno), Metropol Berlin 2009 (dvoujazyčná edice)
- Regener, Sven: Ještě jedno, pane Lehmanne/ Herr Lehmann, Doplněk, Brno 2009
- Zeh, Juli: Temná energie/ Schilf, Euromedia/Odeon, Praha 2009
- Moníková, Libuše: Zjasněná noc/ Verklärte Nacht, Argo, Praha 2009
- Liessmann, Konrad Paul: Teorie nevzdělanosti. Omyly společnosti vědění/ Theorie der Unbildung. Die Irrtümer der Wissensgesellschaft, Academia, Praha 2009 (2. vydání 2010; 3. vydání 2011)
- Stojka, Ceija: Žijeme ve skrytu. Vyprávění rakouské Romky/ Wir leben im Verborgenen. Erinnerungen einer Rom-Zigeunerin, Romano džaniben/Argo, Praha 2009
- Brussig, Thomas: Oslnění/ Wie es leuchtet, Dokořán, Praha 2008.
- Koeppen, Wolfgang: Skleník in: Tři romány/ Das Treibhaus In: Drei Romane, Academia, Praha 2008
- Dahrendorf, Ralf: Pokoušení nesvobody. Intelektuálové v čase zkoušek/ Versuchungen der Unfreiheit. Die Intellektuellen in Zeiten der Prüfung, H&H, Jinočany 2008
- Desanka Trbuhović-Gjurić: Ve stínu Alberta Einsteina. Tragický život Milevy Einsteinové-Marićové/ Im Schatten Albert Einsteins. Das tragische Leben der Mileva Einstein-Marić, Academia, Praha 2007
- Dürrenmatt, Friedrich: Penzista. Fragment detektivního románu/ Der Pensionierte. Fragment eines Kriminalromans, Euromedia/Odeon, Praha 2007
- Zeh, Juli: Hráčský instinkt/ Spieltrieb, Euromedia/Odeon, Praha 2006
- Kirchhoff, Bodo: Krvák/ Schundroman, Mladá fronta, Praha 2004
- Solo Lovec: Vrhač nožů/ Messerwerfer (z rukopisu), Labyrint Praha 2004
- Moníková, Libuše: Fasáda. M. M. O. P. Q./ Die Fassade. M. N. O. P. Q., Argo, Praha 2004
- Kaminer, Wladimir: Cesta do Trulaly aneb Toulky vlastní hlavou/ Die Reise nach Trulala, Euromedia/Ikar, Praha 2004
- Zeh, Juli: Orli a andělé/ Adler und Engel, Euromedia/Odeon, Praha 2004
- Schulze, Ingo: Obyčejný storky. Román z východoněmecké provincie/ Simple Storys. Ein Roman aus der ostdeutschen Provinz, Maťa, Praha 2003
- Kaminer, Wladimir: Vši svobody/ Militärmusik, Euromedia/Ikar, Praha 2003
- Haffner, Sebastian: Příběh jednoho Němce. Vzpomínky na léta 1914–1933/ Geschichte eines Deutschen. Die Erinnerungen 1914–1933, Prostor, Praha 2002
- Dürrenmatt, Friedrich: Švýcarsko jako vězení. Projev na počest Václava Havla/ Die Schweiz – ein Gefängnis. Rede auf Václav Havel, SALON 257 (21. 2. 2002)
- Dürrenmatt, Friedrich: Údolí vzhůrunohama/ Durcheinandertal, Euromedia/Odeon, Praha 2002
- Müller, Herta: Vlast aneb Klam věcí/ Heimat oder Der Betrug der Dinge, Kafka, časopis pro střední Evropu, 2/2001, Goethe Institut München, str. 26–30
- Brussig, Thomas: Na kratším konci ulice/ Am kürzeren Ende der Sonnenallee, Euromedia Group k. s., Odeon, Praha 2001
- Biller, Maxim: Až budu bohatý a mrtvý/ Wenn ich einmal reich und tot bin, Hynek, Praha 2000
- Wichterich, Christa: Globalizovaná žena/ Die globalisierte Frau, ProFem, Praha 2000
- Brussig, Thomas: Hrdinové jako my/ Helden wie wir, Labyrint, Knižní klub, Praha 2000
- Faschinger, Lilian: Hříšná Magdalena/ Magdalena Sünderin, Marie Chřibková, Praha 2000
- Mareš, Michal: Ze vzpomínek anarchisty, reportéra a válečného zločince /(bez názvu, z nepublikovaného strojopisu), Prostor, Praha 1999
- Ransmayr, Christoph: Morbus Kitahara/ Morbus Kitahara, Volvox Globator, Praha 1997
- Werfel, Franz: Hrozná legenda o přetržené oprátce/ Die arge Legende vom gerissenen Galgenstrick, Volvox Globator, Praha 1996
- Roth, Susanna: Božena Němcová. Touha po jiném životě/ Božena Němcová. Sehnsucht nach einem anderen Leben, Aspekt 1/95, Bratislava 1995, str. 34–37
- Finkelgruen, Peter: Německý dům aneb Příběh nepotrestané vraždy/ Haus Deutschland oder Die Geschichte eines ungesühnten Mordes, NLN, Praha 1995

## Ocenění
- Tvůrčí odměna v rámci Ceny Josefa Jungmanna za překlad románu Thomase Brussiga Hrdinové jako my (2001)[5]
- Prémie Úřadu spolkového kancléře Rakouské republiky (2004)[1]
- Tvůrčí odměna v rámci Ceny Josefa Jungmanna za překlad románu Libuše Moníkové Fasáda, M.N.O.P.Q. (2005)[6]
- Cena nakladatelství Academia za překlad vědecké nebo populárně-naučné knihy za překlad publikace Konrada Paula Liessmanna Teorie Nevzdělanosti. Omyly společnosti vědění (2010)[7]
- Cena poroty nakladatelství Academia za překlad knihy Žiji se svou minulostí. Vzpomínky těch, kdo přežili holokaust (2018)[8]